# Arméniens en Éthiopie

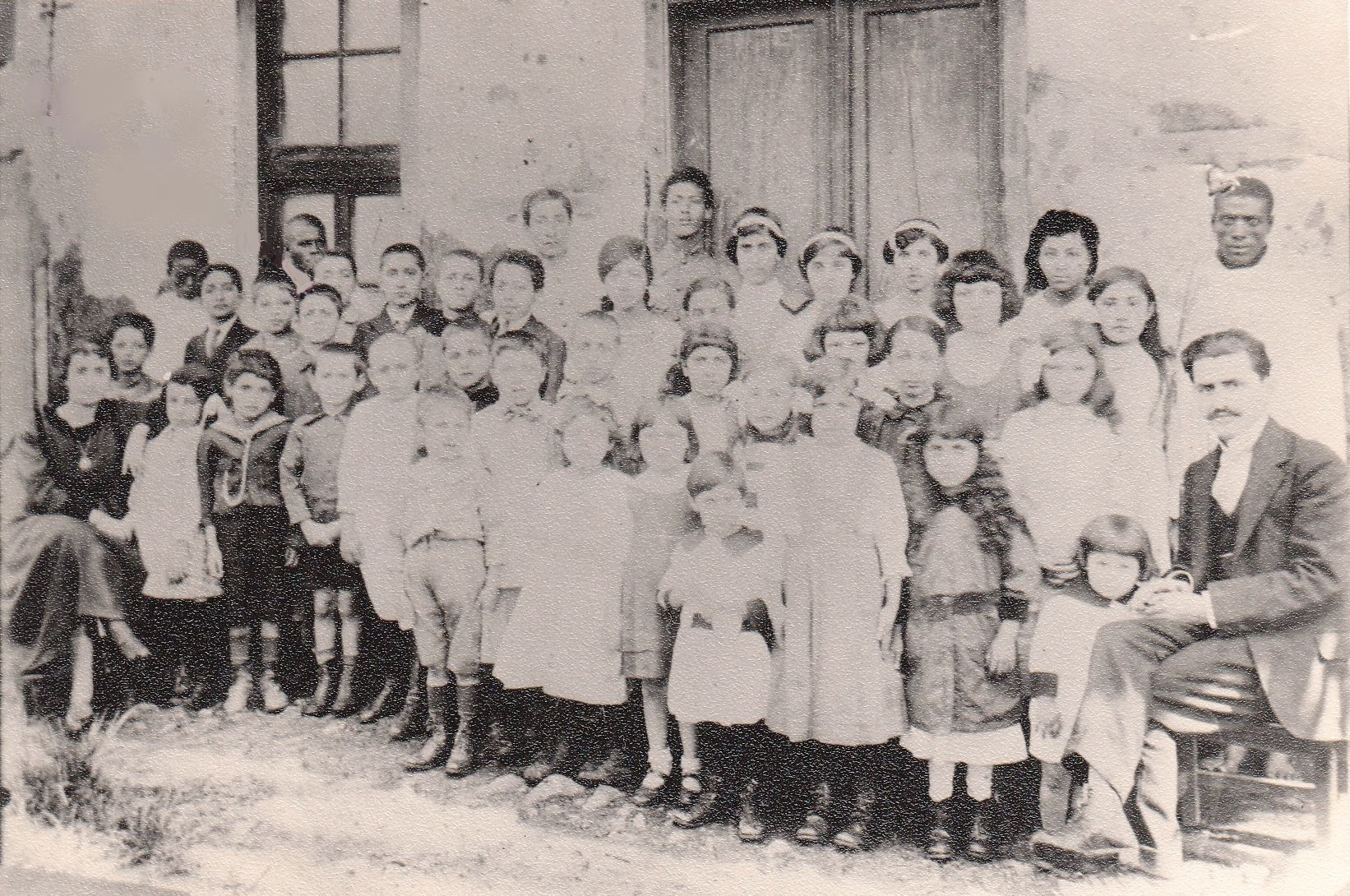
Une école arménienne à Addis-Abeba en 1918.

Les Arméniens en Éthiopie forment une petite communauté principalement basée à Addis-Abeba. Il existe d'anciennes relations entre l'Éthiopie et l'Arménie, en particulier du fait de la présence dans les deux pays d'une église orthodoxe monophysite. Ainsi, le moine éthiopien Ewostatewos vit en Arménie de 1337 à 1352, et les Arméniens patronnent les Éthiopiens à Jérusalem depuis sa prise par les Ottomans en 1517.

## Présentation

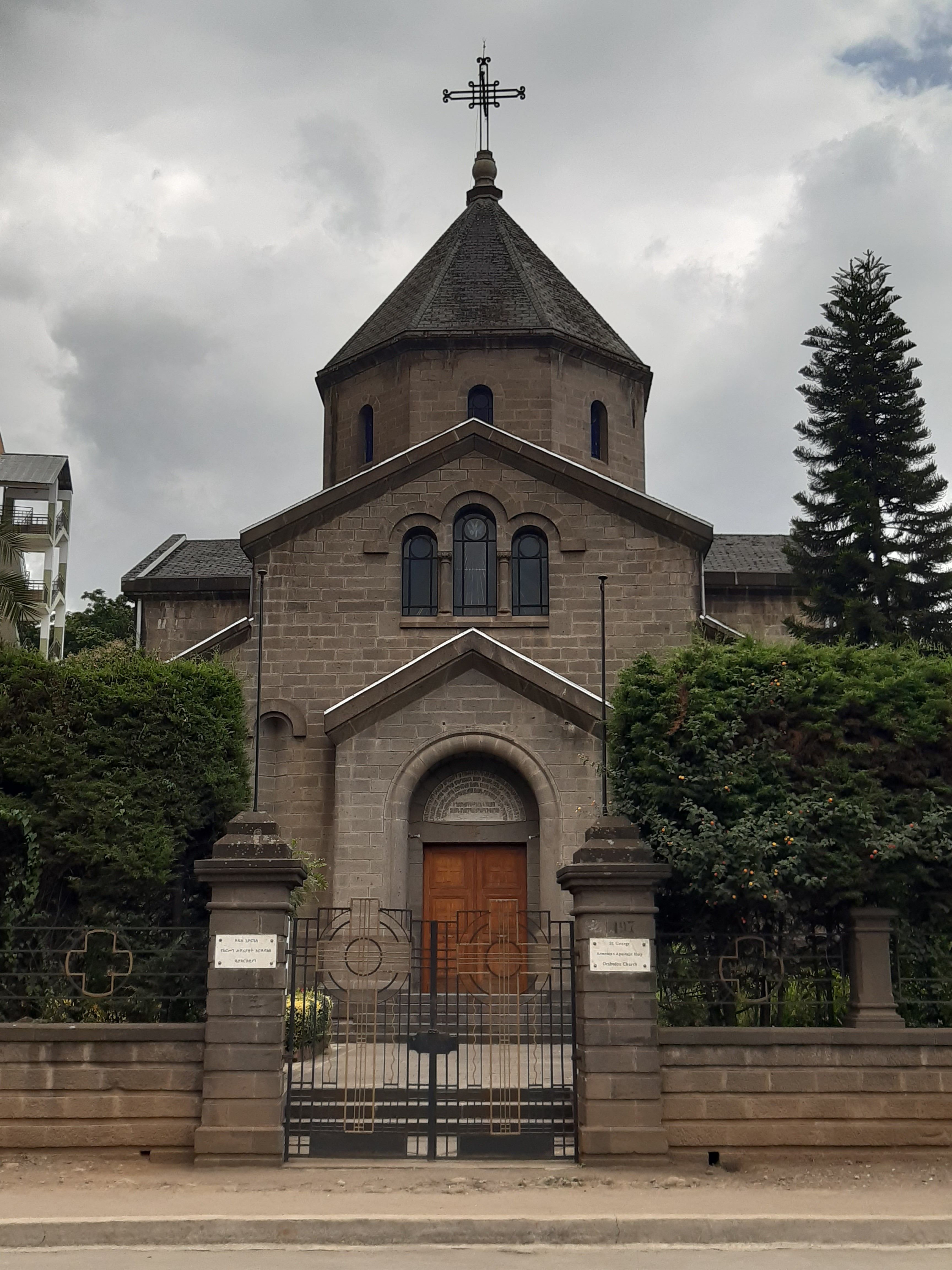
L’église Saint-Georges d'Addis-Abeba.

La communauté arménienne en Éthiopie représenterait dans les années 2010 une centaine de personnes. La communauté fut par le passé largement composée de musiciens : Kevork Nalbandian (oncle de Nersès Nalbandian) est d'ailleurs le compositeur d'un ancien hymne national utilisé comme tel entre 1930 et 1975.
Les Arméniens d'Éthiopie sont de confession orthodoxe et dépendent de l'Église apostolique arménienne. Ils ont leur propre église à Addis-Abeba : l'église Saint-Georges (Sourp Kevork).